# الدوري النرويجي الممتاز 1957–58
الدوري النرويجي الممتاز 1957–58 (بالنرويجية: Hovedserien 1957–58)‏ هو موسم من الدوري النرويجي الممتاز. أشرف على تنظيمه اتحاد النرويج لكرة القدم، وكان عدد الأندية المشاركة فيه 16، وفاز فيه نادي فيكينغ.